# Український театр В. Блавацького
Український театр — сформований з колишнього Ансамблю українських акторів під керівництвом Володимира Блавацького по переїзді з Німеччини до США, з осідком у Філадельфії.
Працював 1949–1957.
Дебютував 30 вересня 1949 виставою «Батурин» (за Богданом Лепким), ставив уперше «Отамана Пісню» Миколи Чирського, «Прийшов інспектор» Джона Прістлі, «Невідомий воїн» П. Рейналя; відновив вистави драматичних поем Лесі Українки, «Землю» Василя Стефаника, «Чорноморців» Якова Кухаренка, «Я і моя сестра» Р. Бенацького та ін.
З 1953 режисер Володимир Шашаровський поставив п'єсу з еміграційного життя «Чай у пана прем'єра» (Зенона Тарнавського і Богдана Нижанківського), «А ми тую червону калину» (Миколи Понеділка), «Віфлеємська ніч» (ораторія І. Луцика), «Інваліди», «Сестра-воротарка» і «Лицарі ночі» (Григорія Лужницького, 1957) та інші.
Наступником Українського театру був «Театр у П'ятницю» Володимира Шашаровського (1963–1974).